# Robert Kraskowski
Robert Roman Kraskowski (ur. 21 grudnia 1967 w Słupsku) – strzelec (broń długa), reprezentant Gryfa Słupsk (od 1983 r.) i Legii Warszawa (od 1993), wielokrotny mistrz i rekordzista Polski, dwukrotny mistrz Europy (1991), zwycięzca Pucharu Świata (1992), olimpijczyk z Barcelony (1992), Atlanty (1996) i Pekinu (2008).

## Kariera sportowa
Jego pierwszym trenerem był Zenon Szewczyk, później trenował go Tadeusz Sadowski. 31-krotny mistrz Polski (1988–2018, karabin, trzy konkurencje) i rekordzista kraju (tylko w latach 2000–2002 ustanowił 10 rekordów Polski). Zwycięzca Pucharu Świata (1992) i 2-krotny mistrz Europy: w 1991 r. z Bolonii (380 punktów; karabin dowolny 40 strzałów - postawa stojąc ind.) i w 1993 z Brna (karabin dowolny 60 strzałów leżąc drużynowo).
Trzykrotnie uczestniczył w Igrzyskach Olimpijskich. W Barcelonie zajął 13-17. miejsce z wynikiem 588 pkt w konkurencji karabin 10 m. W Atlancie w 1996 roku startował w trzech konkurencjach: karabin trzy postawy (22-25. miejsce); karabin 50m (11-19. miejsce); karabin 10 m (30-31. miejsce). W Pekinie zajął 33. miejsce w konkurencji karabin dowolny 3 pozycje (kdw 3x40); 33. miejsce w konkurencji karabin pneumatyczny (kpn 60); 25. miejsce w konkurencji karabin dowolny leżąc (kdw 60).
Jest absolwentem Technikum Mechanicznego w Słupsku (1992 r.), kawaler, mieszka w Słupsku i Warszawie.
Jest żołnierzem Centrum Szkolenia Łączności i Informatyki w Zegrze.